# Herb Słupcy
Herb Słupcy – jeden z symboli miasta Słupca w postaci herbu.

## Wygląd i symbolika
Herb przedstawia na błękitnej (ultramaryna) tarczy złoty (żółty) krzyż germański (zdwojony).
Interpretacja godła herbu jest czystą hipotezą, legendę o pięciu kościołach (pięć krzyży w herbie) należy odrzucić z tego powodu, że na pocz. XIV w. istniał tylko jeden kościół. M. Adamczewski w swojej pracy „Heraldyka miast wielkopolskich do końca XVIII wieku” kojarzy słupecki herb z podobno przechowywanymi od XIV wieku w mieście relikwiami Świętego Krzyża. (dowodem tego miał być średniowieczny gotycki krzyż w kościele św. Leonarda). Brak jest dowodów na potwierdzenie tej hipotezy.

## Historia
Najstarsza pieczęć Słupcy odciśnięta na dokumencie z roku 1404 przedstawia wizerunek zdwojonego krzyża (krzyż jerozolimski). Później modyfikacji ulegał jedynie kształt tarczy herbu oraz kolorystyka, godło herbu nie uległo zmianie. W roku 1939 herb został oficjalnie zatwierdzony przez władze.